# Edimburg
|  | «Edinburg» redirigeix aquí. Vegeu-ne altres significats a «Edinburg (desambiguació)». |

Edimburg (Edinburgh en anglès; Dùn Èideann, en gaèlic escocès) és la capital d'Escòcia, i la segona ciutat en població del país després de Glasgow. Ubicada a la costa est d'Escòcia, a la vora del fiord del riu Forth i en l'autoritat unitària local de la ciutat d'Edimburg, és la capital d'Escòcia des del 1437 i seu del govern escocès. Va ser un dels centres més importants d'educació i cultura durant la Il·lustració, gràcies a la Universitat d'Edimburg. Els seus districtes The Old Town ('ciutat antiga') i The New Town ('ciutat nova') van ser designats Patrimoni de la Humanitat per la UNESCO el 1995. Segons el cens de l'any 2009, té una població total d'uns 477.660 habitants. Edimburg és famosa pel seu Festival Internacional, el festival d'actuacions en viu més gran del món, i altres festivals desenvolupats a l'estiu de manera més o menys simultània, la majoria dels quals s'agrupen sota la denominació Festival d'Edimburg. Durant el festival, la població de la ciutat es duplica. Edimburg és la segona ciutat més visitada del Regne Unit, després de Londres, amb aproximadament 13 milions de turistes l'any.

## Geografia
Edimburg es troba a l'est d'Escòcia, a la ribera sud del Forth, al costat d'Arthur Seat, un antic volcà. Ha estat la capital d'Escòcia des del 1492, i la seu del Parlament d'Escòcia des de la devolució, el 1999. La ciutat fou cremada pels anglesos el 1544 durant la Guerra angloescocesa del 1544-1551. El castell d'Edimburg està situat sobre una roca que domina la ciutat, i és una de les vistes més característiques de la ciutat. La Royal Mile és el carrer que baixa des del castell fins al Palau Reial de Holyroodhouse, la residència del rei a Edimburg. Prop del palau, hi ha l'actual seu del Parlament d'Escòcia, edifici dissenyat pel català Enric Miralles.
Entre el castell i Princes Street (la principal avinguda comercial), hi ha una gran zona enjardinada (Princes Street Gardens), que ocupa el lloc d'un antic llac que es va dessecar. En aquest terreny dessecat també s'hi va construir la l'Estació d'Edimburg-Waverley, principal estació ferroviària al centre de la ciutat. Més al nord, hi ha la ciutat nova, que es va desenvolupar a finals del segle xviii.
A Edimburg, també hi ha la National Gallery of Scotland, la principal galeria d'art d'Escòcia, i inclou les obres mestres dels segles XV al XVII, com ara obres de Botticelli, Velázquez, Rafael, Rembrandt, Rubens i Tiziano.
Edimburg també és coneguda pel festival de teatre que hi té lloc cada mes d'agost, i pel Hogmanay, una de les celebracions de Cap d'any més destacades del món.

## Geologia
Uns 320 milions d'anys enrere, el magma expulsat del mantell per volcans es va refredar i solidificar formant taps volcànics de basalt, després, durant l'última edat de gel, les glaceres van erosionar l'àrea, i deixaren al descobert un pujol de basalt cap a l'oest, i un rastre de materials cap a l'est. Al mateix temps, la glacera va furgar el terreny als dos costats, deixant la vall de Grassmarket i Cowgate cap al sud, i el pantà Nor' Loch cap al nord. El pujol resultant avui dia forma el que es coneix com a Castle Rock ('Roca del Castell'), i el pantà Nor' Loch avui dia ja no és pantà, sinó els jardins Princes Street Gardens.

### Àrees de la ciutat
L'històric centre d'Edimburg està dividit en dues grans àrees pels jardins Princes Street Gardens. Cap al sud, el panorama està dominat pel castell d'Edimburg, assentat en l'extingit tap volcànic que és Castle Rock, i la llarga franja que és la ciutat vella s'encamina per la seva vora. Cap al nord, hi ha Princes Street ('carrer dels prínceps') i la ciutat nova. Els jardins van ser fets el 1816 en el que havia estat el pantà Nor' Loch.
Cap a l'oest del castell, hi ha el districte financer, que alberga edificis bancaris i d'asseguradores. Probablement, l'edifici més captivador, circular i fet en gres, és el Centre Internacional de Conferències d'Edimburg, o Edinburgh International Conference Centre.
La ciutat vella i la ciutat nova d'Edimburg van ser declarades Patrimoni de la Humanitat per la UNESCO l'any 1995.

#### Old Town

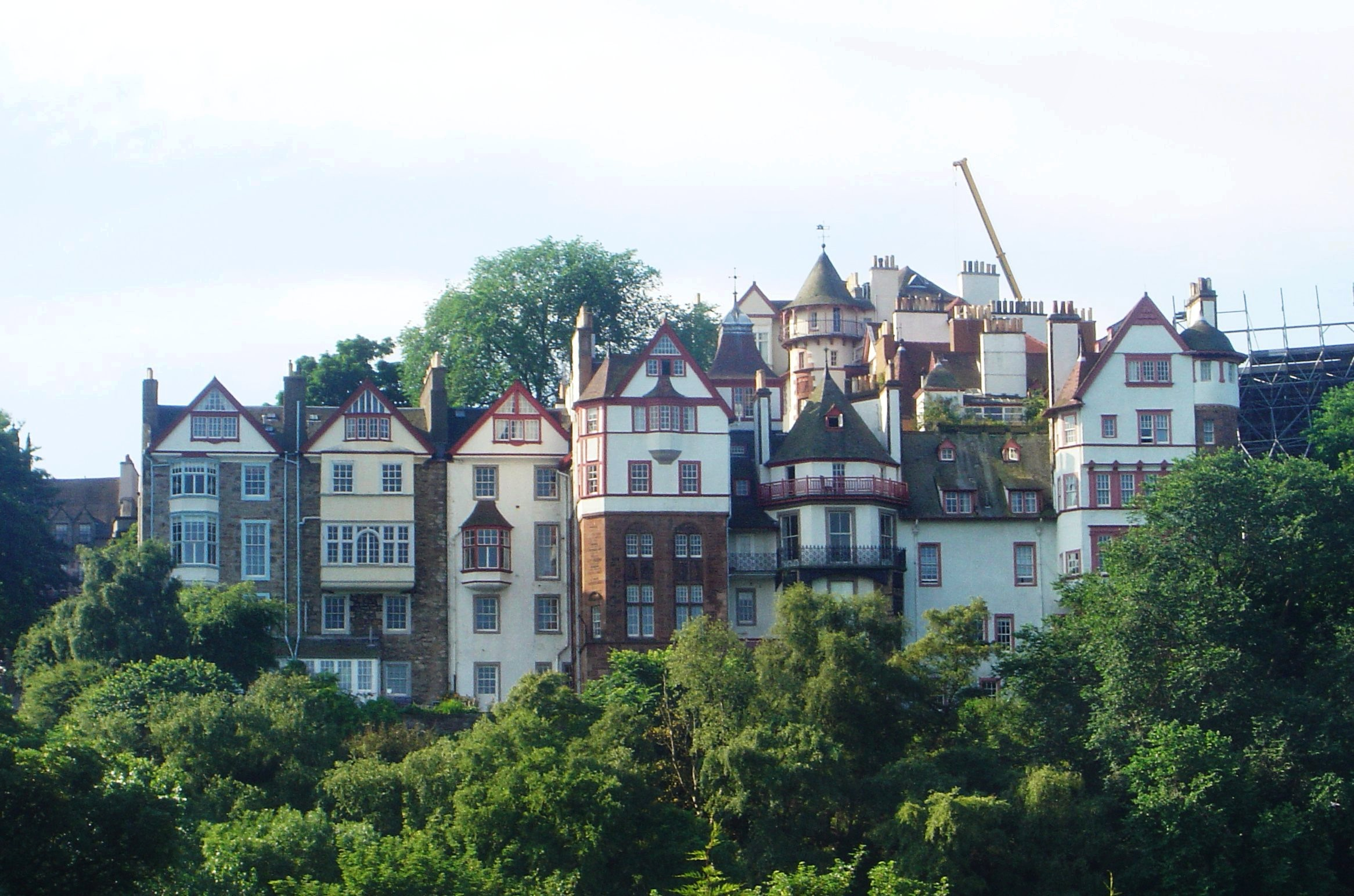
Vista de la ciutat vella d'Edimburg des de Princes' Street

La ciutat vella ha preservat la seva estructura medieval i molts dels seus edificis de la Reforma protestant. Un extrem està tancat pel castell i l'artèria principal, petits carrers anomenats closes o wynds s'encaminen pujols avall als dos costats del carrer principal en forma de cruïlles. Hi ha places grans que marquen llocs d'importància com la catedral de Saint Giles i les corts. Altres notables llocs d'interès són el Museu Reial d'Escòcia, Surgeons' Hall, la Universitat d'Edimburg i nombrosos carrers subterranis, que són relíquies d'antigues classes de construcció. El plànol urbà, típic de moltes ciutats d'Europa del Nord, és especialment pintoresc a Edimburg, on el castell sobresurt des del pujol, les restes d'un tap volcànic, i el carrer principal llisca cap avall des d'un costat del pujol.

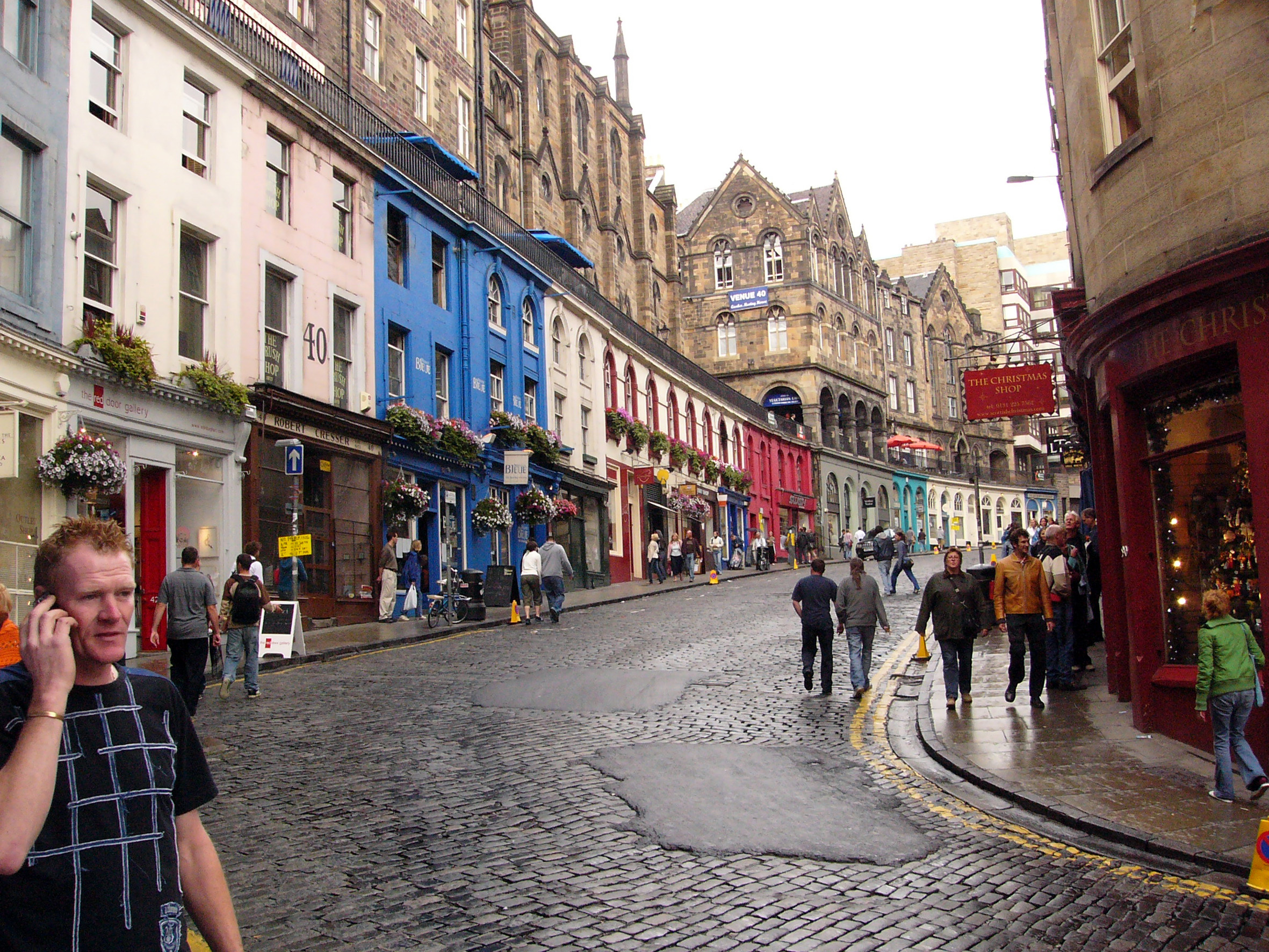
Carrer Victòria, a la ciutat vella d'Edimburg

A causa de l'espai limitat que permetia l'estreta cua del pujol, la ciutat vella es va transformar en una de les primeres ciutats amb apartaments o edificis residencials d'alt relleu. Els albergs de diversos pisos s'hi van tornar la norma del segle xv ençà. Durant el segle xiii, la població de la ciutat vella era aproximadament de 80.000 residents. No obstant això, en temps moderns, la població va baixar significativament fins a únicament 4.000 habitants. Avui dia, viuen aproximadament 20.000 habitants a la ciutat vella. Com la població va estar un temps vacil·lant si construir fora de la muralla defensiva, la necessitat de residències i, per tant, d'edificis va créixer i créixer. Tràgicament, molts d'aquests edificis van ser destruïts pel gran incendi del 1824; la reconstrucció d'aquests edificis originaris feu canvis del nivell de terreny, la qual cosa va crear diversos passatges i carrers subterranis sota la ciutat vella.
En 7 de desembre del 2002, un altre gran incendi arrasà la ciutat vella i va destruir part de Cowgate. També va destruir el famós club de comèdia The Gilded Balloon, i una part del Departament d'Informàtica de la Universitat d'Edimburg, incloent-hi tota la biblioteca d'Intel·ligència Artificial.

#### Ciutat nova

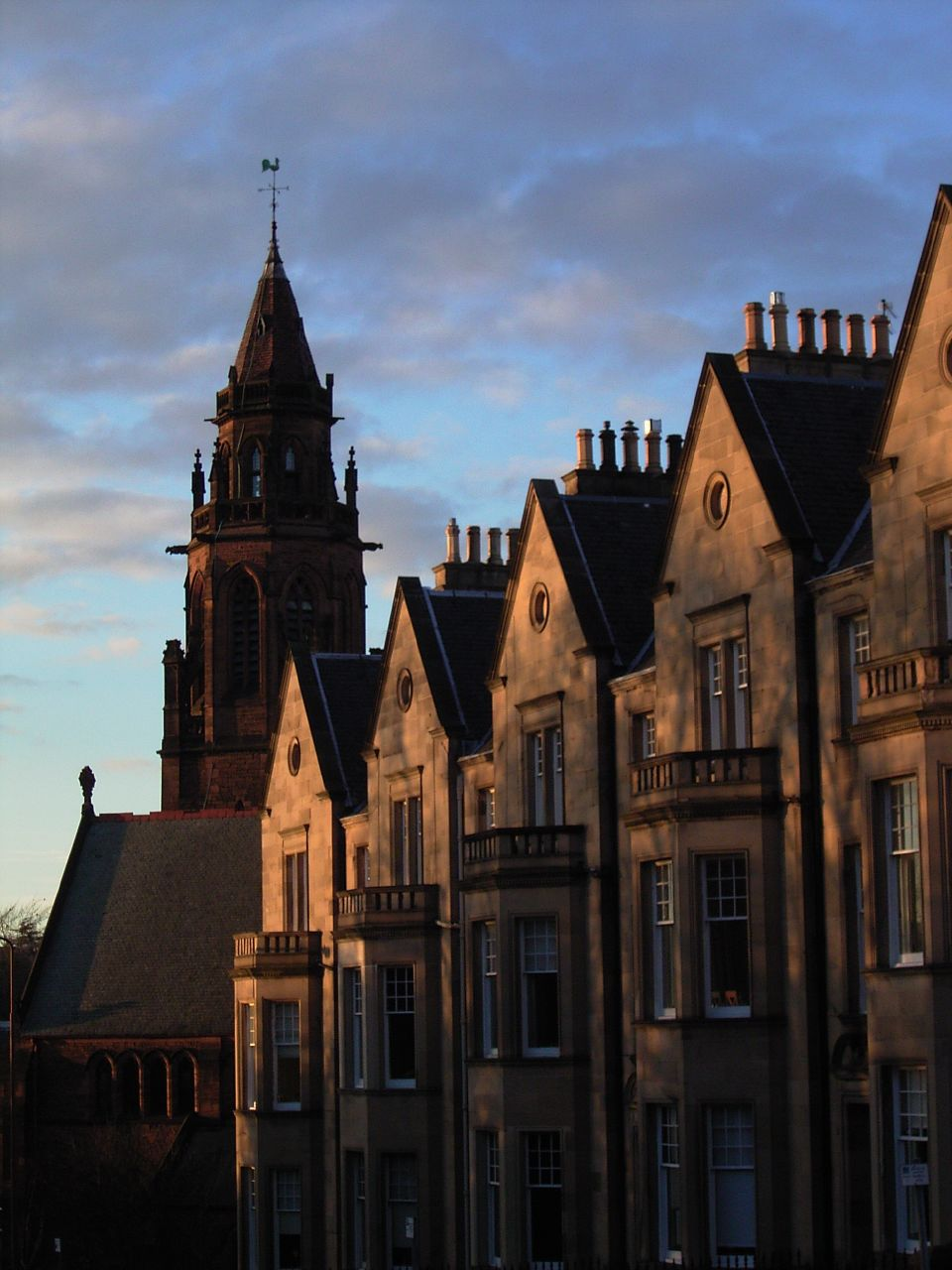
Ciutat nova

La ciutat nova va ser la solució per a la superpoblació de la ciutat vella en el segle xviii. La ciutat s'havia tornat massa compacta, limitant-se a la cua del pujol que els servia de defensa natural. El 1766, es va convocar un concurs per al disseny de la ciutat nova, que va guanyar James Craig, un arquitecte de 22 anys. El pla creat va ser un rígid plànol ortogonal, que concordava amb les idees de racionalisme de la Il·lustració escocesa. El carrer principal anava a ser George Street, que continua la línia natural des del nord de la ciutat vella. Als dos costats d'aquesta, paral·lels, hi ha els altres dos carrers principals: Princes Street i Queen Street. Princes Street s'ha convertit des de llavors en el principal carrer de compres d'Edimburg; poques edificacions georgianes hi van sobreviure. Aquestes avingudes estaven connectades per una sèrie de carrers perpendiculars.
Enmig de la ciutat vella i la ciutat nova estava el llac Nor' Loch, que havia estat la font d'aigua de la ciutat i el lloc de drenatge. El 1816, Nor' Loch es va dessecar. Alguns plànols mostren que s'hi havia pensat a fer un canal, però es van crear els Princes Street Gardens en el seu lloc. L'excés de terra de la construcció dels edificis va ser llançat a la vall, creant el que ara es diu The Mound. A mitjan segle xix, la Galeria Nacional d'Escòcia i la Reial Acadèmia Escocesa van ser construïdes a The Mound, i es van fer túnels travessant The Mound cap a l'estació de ferrocarril Waverley.

#### Leith

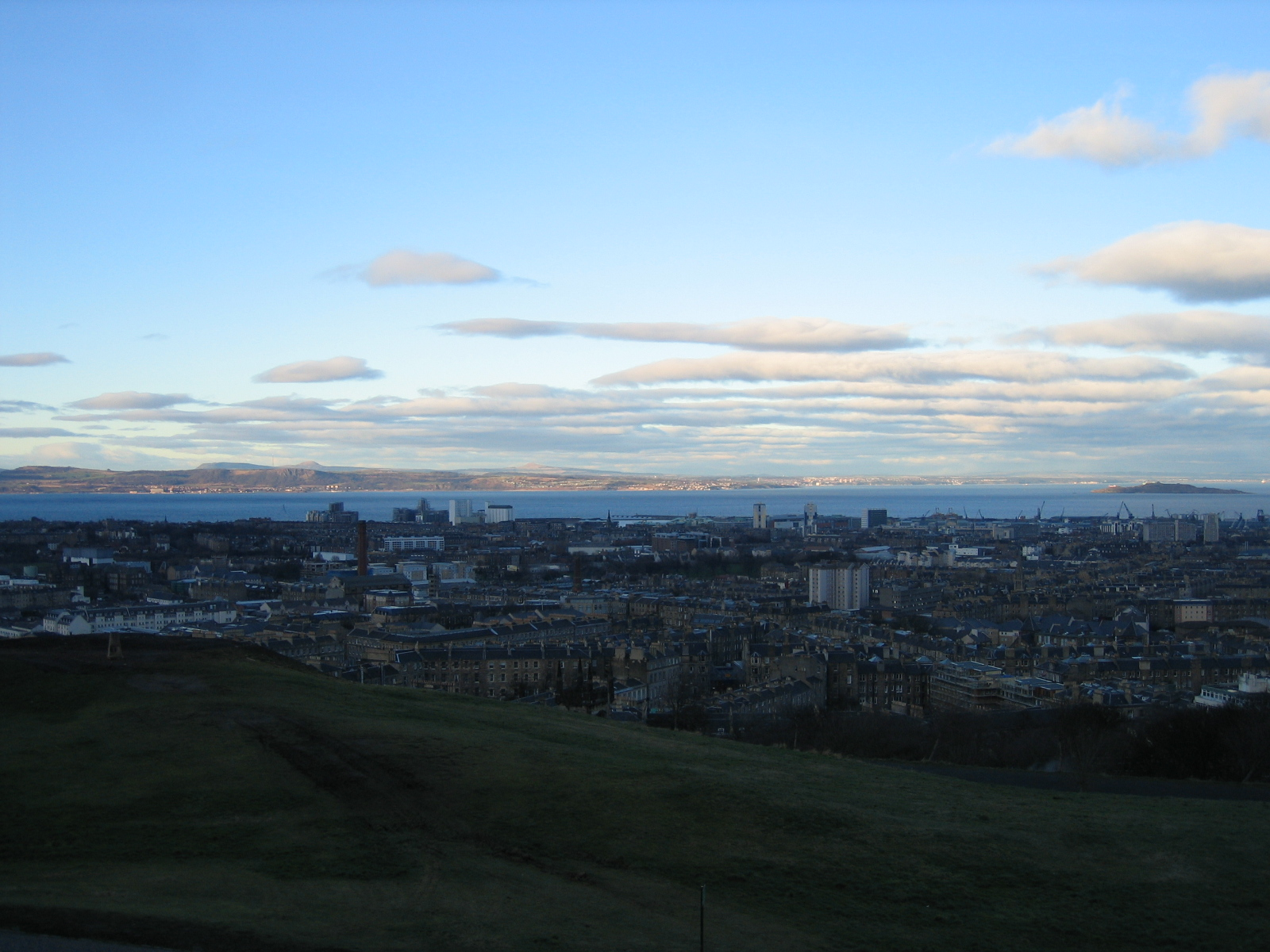
Vista de Leith i el fiord de Forth des d'Arthur's Seat

Leith és el port d'Edimburg. Encara reté una identitat separada d'Edimburg, i va ser un tema de gran ressentiment quan, el 1920, Leith va ser incorporat a Edimburg. Fins i tot avui dia, el representant al parlament es diu que representa Edimburg “i” Leith. Amb el desenvolupament de Leith, Edimburg ha guanyat el comerç de diverses companyies de creuers que ara proveeixen rutes cap a Noruega, Suècia, Dinamarca, Alemanya i Països Baixos. Leith també acull el iot reial Britannia, que està ancorat rere un centre comercial. Leith ha estat recentment cèlebre per ser el lloc on actuen els protagonistes de la pel·lícula de culte Trainspotting.

## Clima
Els edimburguesos solen dir que, a Edimburg, es poden veure les quatre estacions en un sol dia. Com la majoria d'Escòcia, Edimburg té un clima marítim moderat, que és calmat considerant la seva latitud nord. Els hiverns són tranquils, encara que està a la mateixa latitud que Moscou, Labrador i Groenlàndia, amb temperatures que rarament baixen dels 0 °C. Les temperatures durant l'estiu són relativament fresques, amb una mitjana de 13 °C. La proximitat del mar mitiga qualsevol variació considerable que afecti el clima o la temperatura. Donada la posició d'Edimburg entre la costa i les muntanyes, és coneguda com una ciutat de vents, amb vents provinents del sud-oest, que està associat amb vents càlids i inestables provinents del corrent del Golf que donen possibilitats de pluja. Els vents de l'est són usualment més secs, però freds. La ciutat està exposada a freqüents i intenses borrasques atlàntiques, que originen en molts casos forts vendavals que afecten la ciutat des d'octubre fins a març.

### Toponímia

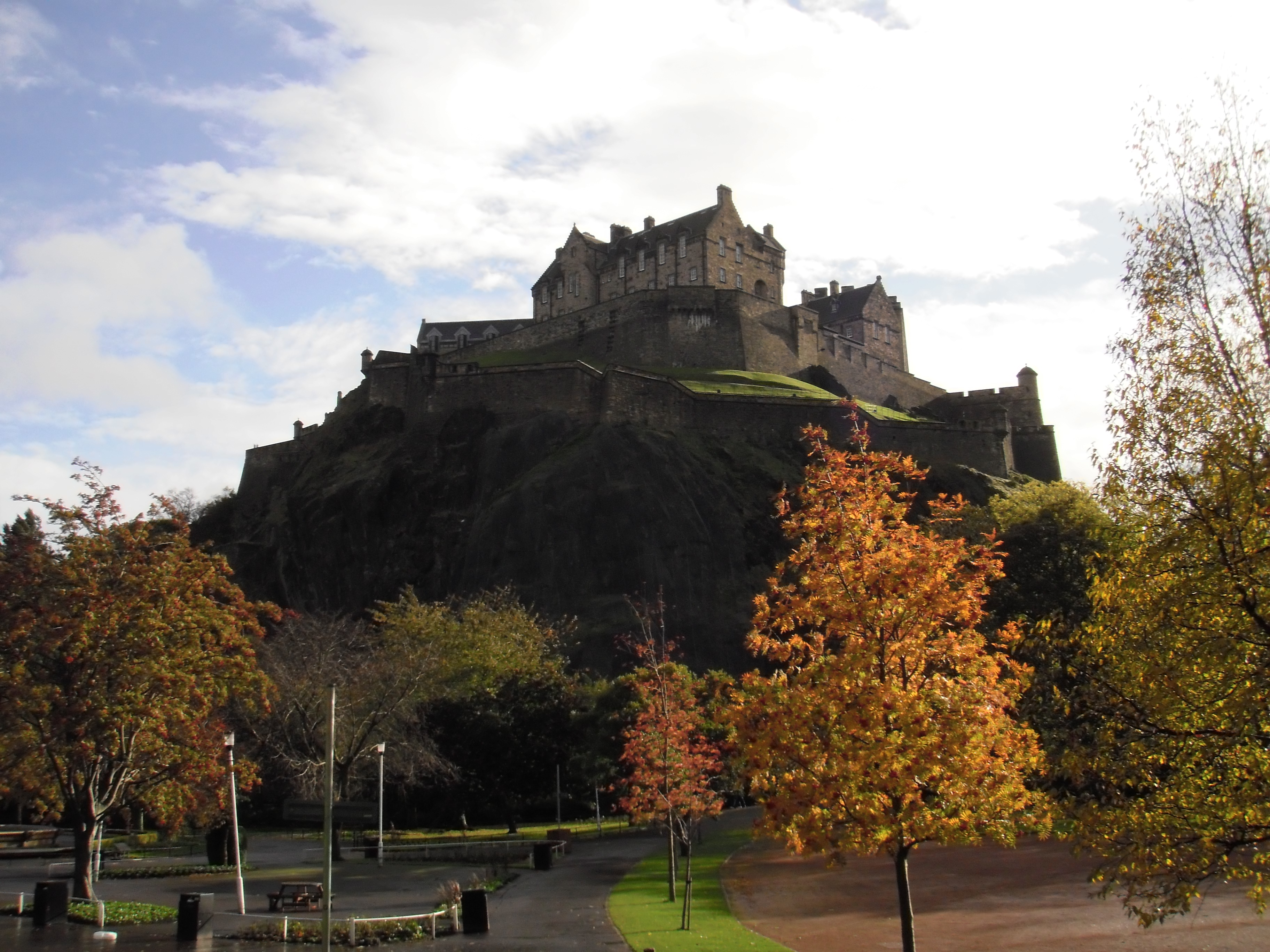
El castell d'Edimburg vist des de Princess Garden

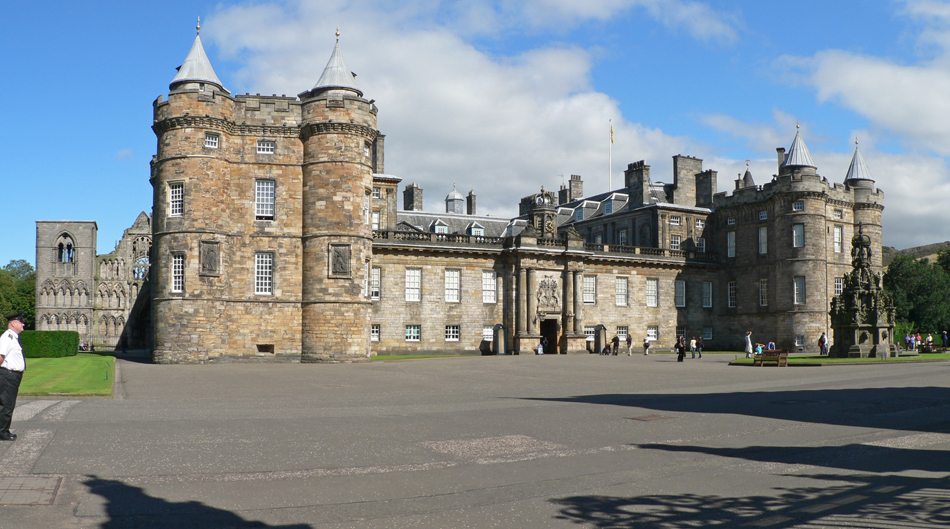
El Palau Reial de Holyroodhouse, residència oficial dels monarques britànics a Edimburg

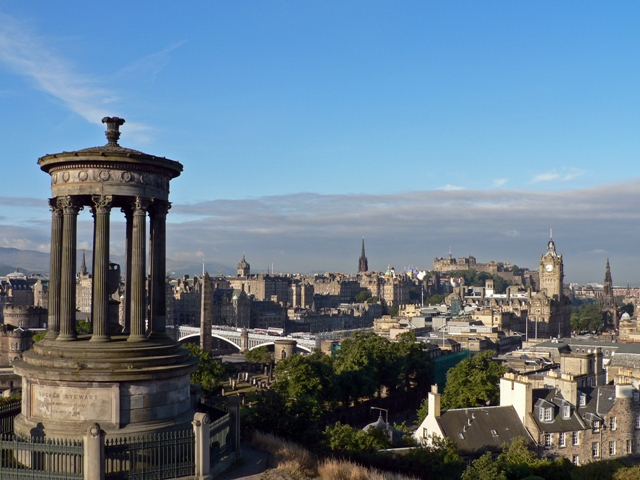
Vista des de Calton Hill

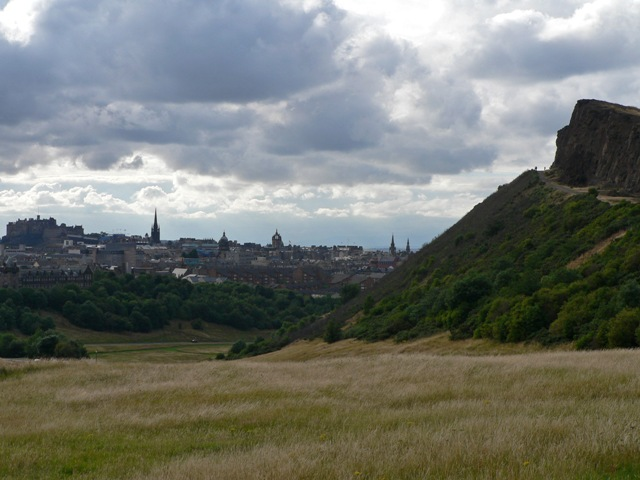
Vista des de l'Arthur's Seat

L'origen del nom de la ciutat es creu que procedeix del britònic Din Eidyn ('Fort d'Eidyn'), dels temps en què únicament era un fort. En el segle i, els romans van documentar que els votadini eren una tribu britònica local i, en el segle xii, l'antic poema I Gododdin esmenta les celebracions d'uns guerrers al «gran saló d'Eidin».
Després de ser atacada i conquerida pels bernicians anglosaxons, el nom va canviar a Edim-burh, procedent de l'anglosaxó i que significa 'Fort d'Edwin', possiblement referint-se al rei del segle vii Edwin de Northumbria. Tanmateix, és molt improbable que això sigui així, perquè el nom és anterior al rei Edwin. L'element burg és molt comú entre els noms de ciutats escoceses i en totes les llengües germàniques, perquè denomina una classe de ciutat caracteritzada per haver crescut al voltant d'una estructura central fortificada, com un fort o castell.
La primera prova de l'existència de la ciutat com a entitat separada del fort es constata en una proclama del segle xii, que generalment es creu que data de l'any 1124, de David I d'Escòcia, la qual li atorga terreny a l'església de la Holy Rood d'Edimburg. Això suggereix que l'existència oficial de la ciutat s'origina entre els anys 1018 (quan el rei Malcolm II va assegurar la regió de Lothians dels northumbrians el 1124).
La proclama es refereix als receptors en llatí com «Ecclisie Sancte Crucis Edwin esburgensi», la qual cosa podria indicar que la persona que va dictar la proclama creia que Edwin de Northumbria era la font originària del nom de la ciutat i va derivar la llatinització del que ells creien que era el nom antic. També pot ser que antany, abans del segle xi, el nom s'hagués alterat perquè inclogués una “w”. Si aquest hagués estat el cas, de tota manera anava a canviar aviat, ja que, en la dècada del 1160, Guillem I d'Escòcia va utilitzar el nom Edenesburch en una proclama (una altra vegada en llatí) confirmant la donació del 1124 per David I d'Escòcia.
Els documents del segle xiv mostren que el nom s'havia transformat en la forma actual, amb excepció de diferències ortogràfiques (Edynburgh o Edynburghe), que eren solament grafies comunes en aquesta època.
La ciutat és afectuosament sobrenomenada Auld Reekie, que significa 'Vella Xemeneia' o 'Vella Fumejant' en escocès. Això es deu al fet que durant els temps en què la llenya i el carbó eren els únics combustibles disponibles, tots els fumerals tiraven grans quantitats de fum a l'aire. Auld Reekie també es referia a les terribles condicions sanitàries que causaven una gran pudor generalitzada en tota la ciutat.

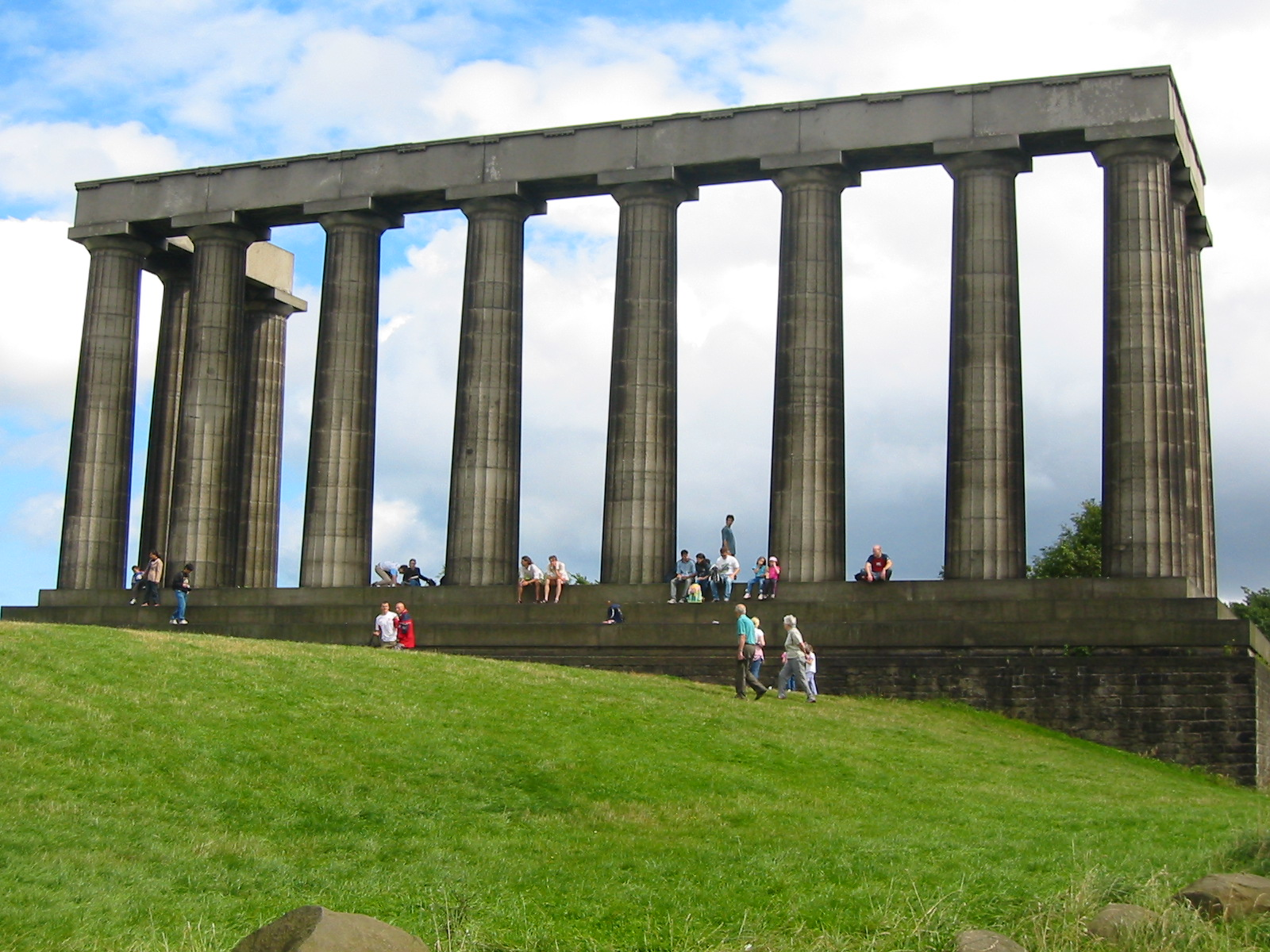
Monument Nacional d'Edimburg. “Atenes del Nord”

Alguns anomenaven Edimburg l'“Atenes del Nord”, per moltes raons. La primera és per la seva semblant topografia: la ciutat vella d'Edimburg té un paper similar al de l'Acròpoli. Les dues tenien terra plana i fèrtil que s'anava inclinant cap a un port a quilòmetres de distància. Encara que aquesta classe de topografia és comuna al sud d'Europa, no ho és tant al nord. L'època intel·lectual del segle xviii, de vegades referida com la Il·lustració escocesa, va ser el punt clau per a proporcionar-li aquest sobrenom. Figures il·lustres com David Hume i Adam Smith van viure durant aquesta època. Havent perdut la seva importància política, molts esperaven que Edimburg pogués tenir un impacte sobre Londres semblant al d'Atenes sobre Roma. Un altre factor clau va ser la seva arquitectura neoclàssica, especialment la de William Henry Playfair i el Monument Nacional d'Edimburg. Un escriptor va bromejar una vegada: “la "Reykjavík del Sud" seria més apropiat!”
Edimburg també es coneix com a "Dunedin", derivat del gaèlic escocès, Dùn Èideann. Dunedin, Nova Zelanda, es va anomenar originàriament "Nou Edimburg" i encara és sobrenomenada l'"Edimburg del Sud".
Els poetes escocesos Robert Burns i Robert Fergusson de vegades van usar el nom en llatí de la ciutat, Edina, en algunes de les seves obres. Ben Jonson la va descriure com "l'altre ull de Bretanya" i Sir Walter Scott es va referir a la ciutat com "yon Empress of the North" ('llunyana emperadriu del nord').
Alguns escocesos es refereixen informalment a la ciutat com "Embra", per correspondre's amb el final del nom pronunciat en anglès.

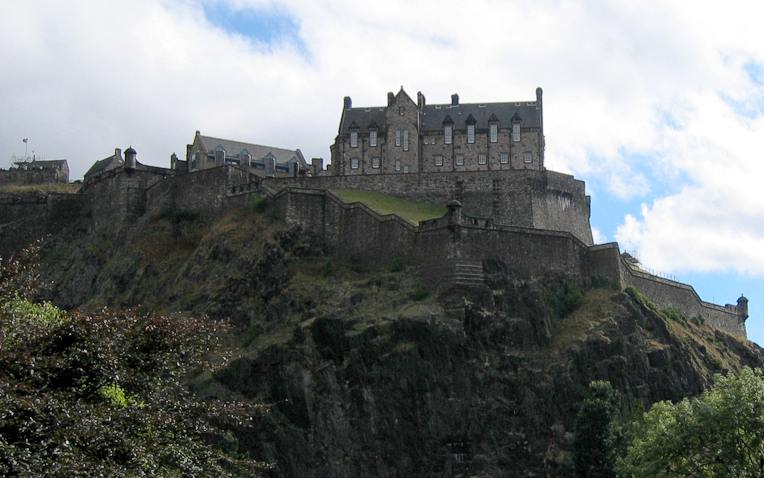
Castell d'Edimburg damunt de Castle Rock

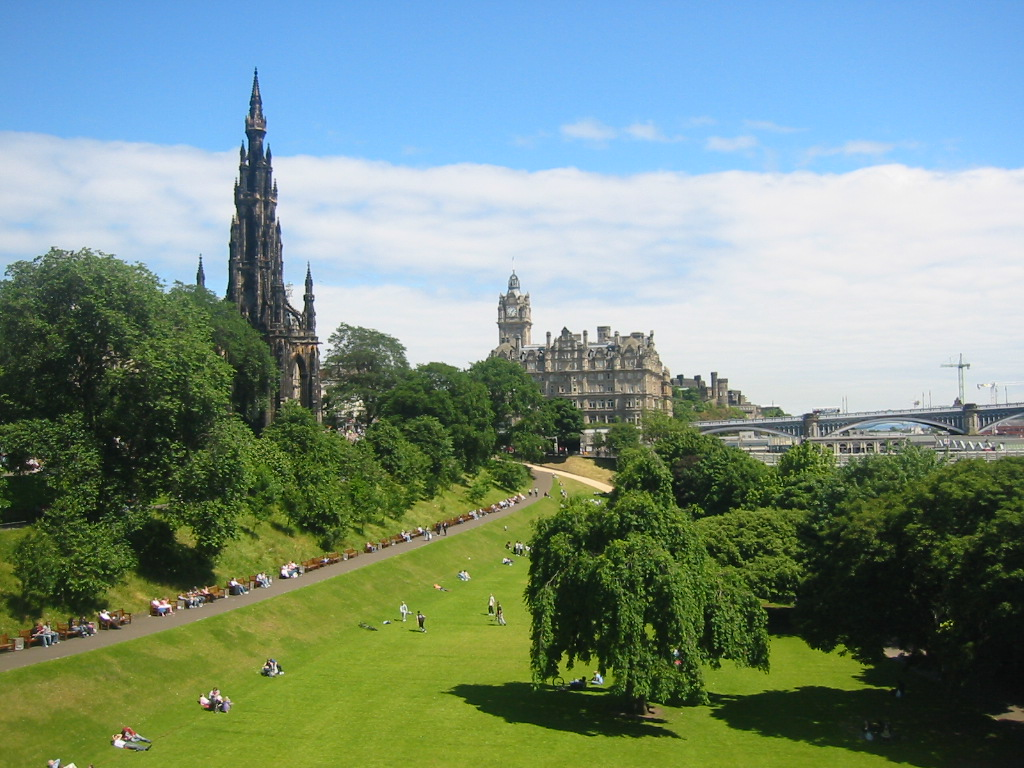
Princes Street Gardens

## Economia
Edimburg ha estat regularment una de les parts més pròsperes del Regne Unit. Ha tingut bona salut econòmica des de l'arribada, el 1999, del Parlament Escocès, que ha tingut un efecte sobre l'ocupació local, per ser la seu del govern a la ciutat i altres oficines del govern. El nivell de desocupació és un dels més baixos del país i el nivell de noves ocupacions és un dels més alts. La població d'Edimburg també està creixent significativament, sobretot a causa de migració estrangera i particularment de la resta del Regne Unit.

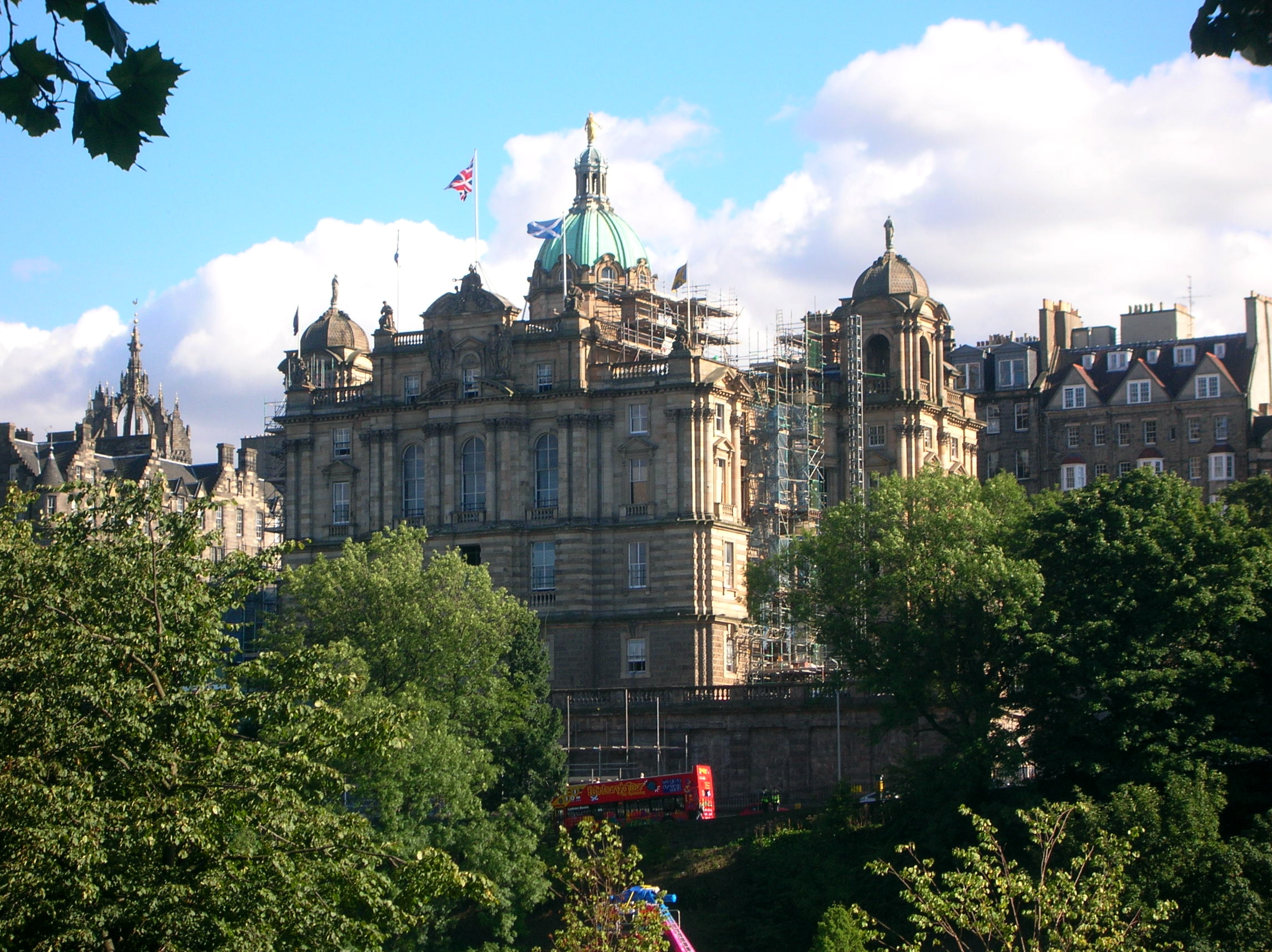
Centre d'operacions del Bank of Scotland

L'economia d'Edimburg està basada en gran part en el sector de serveis, i en són el turisme i els serveis financers particularment importants, i l'educació i recerques d'altes tecnologies. El Bank of Scotland va ser fundat el 1695, en un acte del Parlament Escocès originari. El Royal Bank of Scotland va ser fundat el 1747 per reial cèdula i, encara que va arribar a ser el cinquè banc més gran del món per capitalització (el 2007), des de l'any 2011 sofreix un procés de nacionalització que n'afecta la majoria de l'estructura.
La ciutat nova i el centre de la ciutat han estat tradicionalment seu de moltes companyies, però necessitats d'avui dia han causat que moltes se'n vagin de la zona. Cap a l'oest del centre de la ciutat hi ha el districte de negocis, que ara alberga grans companyies com Scottish Widows,  Standard Life, el Banc Clydesdale i Baillie Gifford. Edinburgh Park és una zona de negocis a l'oest de la ciutat, a prop de l'Aeroport d'Edimburg, i ara té la seva estació de tren. HSBC, Royal Bank of Scotland i HBOS han establert els seus grans centres d'oficines en aquesta zona. Després de l'obertura del centre d'operacions del Royal Bank of Scotland, hi ha al voltant de 20.000 persones treballant als afores occidentals de la ciutat.
Avui dia, els centres comercials i les botigues són molt importants per a l'economia. Els centres comercials St James Centre i Princes Mall van ser creats en els anys setanta; després, va obrir el Cameron Toll en els anys vuitanta. Uns altres de més recents són el Gyle a prop d'Edinburgh Park, Ocean Terminal a Leith i les places comercials de Hermiston Gait, Straiton i Fort Kinnaird.

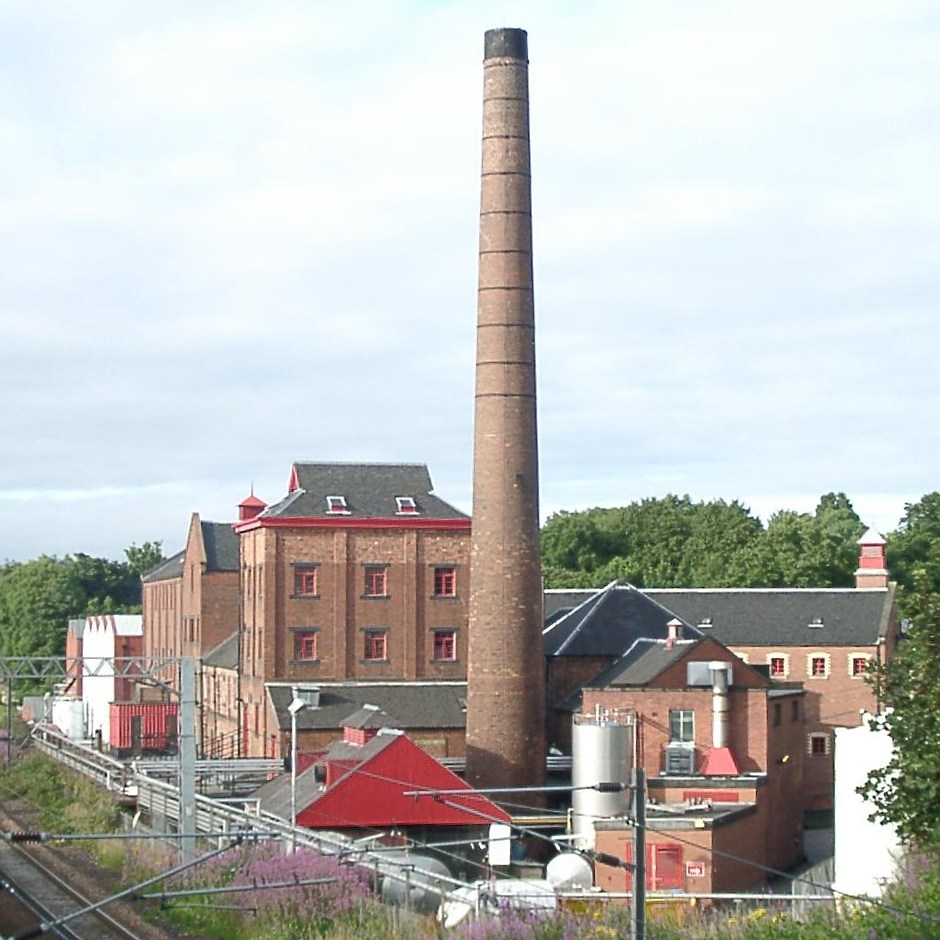
Cerveseria Caledonian

L'elaboració de begudes alcohòliques és una indústria tradicional, i encara que la cervesera Fountainbridge va tancar les portes el 2005, va deixar l'altra fàbrica de cervesa, la Caledonian Brewery, com la més gran de la ciutat, i la famosa Scottish & Newcastle encara manté el centre d'operacions a la ciutat.
El turisme és una altra font econòmica important per a la ciutat. Edimburg és la ciutat més popular entre els turistes que visiten Escòcia, Glasgow n'és la segona. El nombre de turistes s'incrementa cada any, particularment amb aquells que vulguin estalviar, gràcies a l'expansió de l'Aeroport d'Edimburg i les connexions ferroviàries que connecten la ciutat amb la resta del país. El Festival Internacional d'Edimburg atreu milers de turistes, com també ho fa la festa al carrer d'Any Nou, Hogmanay. El Festival d'Edimburg a l'agost, per si solament, genera uns beneficis de £100 milions per a l'economia d'Edimburg.
Un altre gran element per a la indústria turística d'Edimburg són les conferències o “turisme de negocis”, que són una gran contribució a l'economia.
El 12 de març del 2004 es va atorgar a la ciutat l'estatus de Ciutat del Comerç Just.

## Cultura
Edimburg alberga quatre universitats que totalitzen més de 100.000 estudiants. Té dues de les universitats més prestigioses d'Europa i del món, la Universitat d'Edimburg, pionera en informàtica i gestió, i la Universitat Heriot-Watt, coneguda sobretot pel seu departament d'enginyeria petrolífera. Les altres universitats d'Edimburg són la Universitat Napier i la Queen Margaret. Les universitats del Regne Unit tenen els preus de matrícula més alts d'Europa, però és possible finançar els estudis mitjançant beques. El British Council enumera prop de 2.000 d'aquest ajuts.
Edimburg alberga gran quantitat de museus i biblioteques, molts dels quals són institucions nacionals. Entre aquests, s'inclouen la Biblioteca Nacional d'Escòcia, el Museu d'Escòcia, el Museu d'Edimburg, el Museu Reial, la Galeria Nacional d'Escòcia, amb obres de Botticelli, Rafael, Tiziano, Diego Velázquez, Watteau i Paul Gauguin.
Altres museus importants de la ciutat són la Reial Acadèmia Escocesa, la Galeria Nacional Escocesa de Retrats, la Galeria Nacional Escocesa d'Art Modern, la Dean Gallery, el Museu Nacional de Guerra d'Escòcia, el Museu de la Infància i el Reial Jardí Botànic d'Edimburg. La majoria dels museus de la ciutat són gratuïts.

## Govern i política
Edimburg és la seu del govern nacional i local. La legislatura unicameral d'Escòcia, el Parlament d'Escòcia, és a l'àrea de Holyrood. Diversos edificis d'importància del govern són dins de la ciutat, el govern electe d'Escòcia, la branca executiva del país, té oficines a Calton Hill i a Leith. Bute House, a Charlotte Square, és la residència oficial del primer ministre d'Escòcia. La ciutat d'Edimburg és administrada per tres nivells de govern, l'Ajuntament, el Parlament Escocès i el Parlament del Regne Unit.

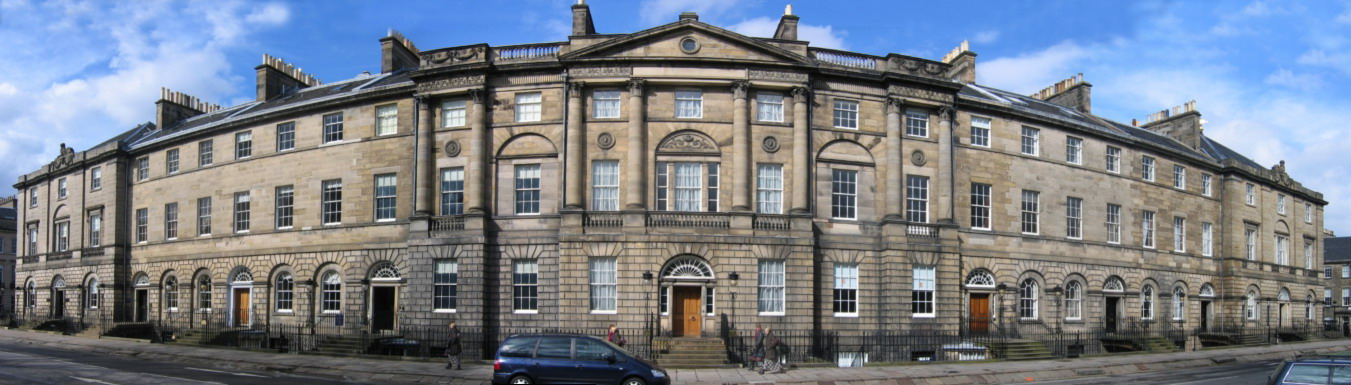
Bute House, residència oficial primer ministre d'Escòcia, a Charlotte Square

### Govern local
En el nivell local, Edimburg constitueix una de les 32 subdivisions d'Escòcia, i com a tal té un govern local, que està compost per dues branques governamentals, la legislativa i l'executiva. La branca legislativa local està composta per 58 representants electes, cadascú representant un districte de la ciutat, i en la branca executiva està el Lord Provost, o alcalde, però a diferència d'altres provosts escocesos i anglesos, el Lord Provost també és, ex officio', el representant oficial de la Corona Anglesa. Eleccions per a la governació local es convoquen cada 4 anys, incloent-hi la de Lord Provost, la qual cosa deixa als ciutadans que escullin el seu propi representant davant el rei, una cosa que solament altres quatre ciutats del Regne Unit tenen el privilegi de fer.

### Parlament escocès

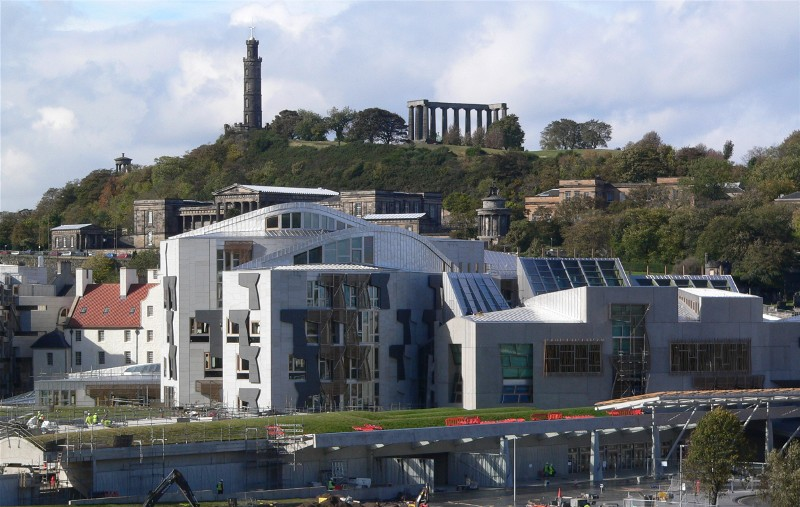
Edifici del Parlament Escocès.

Les eleccions per al Parlament escocès es duen a terme sota el sistema de representació proporcional i, per tant, Edimburg té sis representants al Parlament escocès, representant els ajuntaments electorals escocesos d'Edimburg nord i Leith, Edimburg central, Edimburg est i Musselburgh, Edimburg Pentlands, Edimburg sud i Edimburg oest. El Parlament escocès, a més de triar un representant per a cada ajuntament del país, també tria representants de cada "regió" del país, i com Edimburg forma la majoria de la regió de Lothians, és representat per set membres més al Parlament escocès.

### Parlament britànic
En la Cambra dels Comuns del Regne Unit, la ciutat està representada pels cinc ajuntaments electorals britànics d'Edimburg sud, Edimburg oest, Edimburg sud-oest, Edimburg nord i Leith, i Edimburg est, amb membres electes sota el sistema de representació directa. L'ajuntament d'Edimburg central va deixar d'existir per reestructuració electoral en el 2005 i es va dividir entre els altres ajuntaments, amb excepció d'Edimburg sud, i l'ajuntament d'Edimburg Pentlands es va adherir en gran part al d'Edimburg sud-oest.

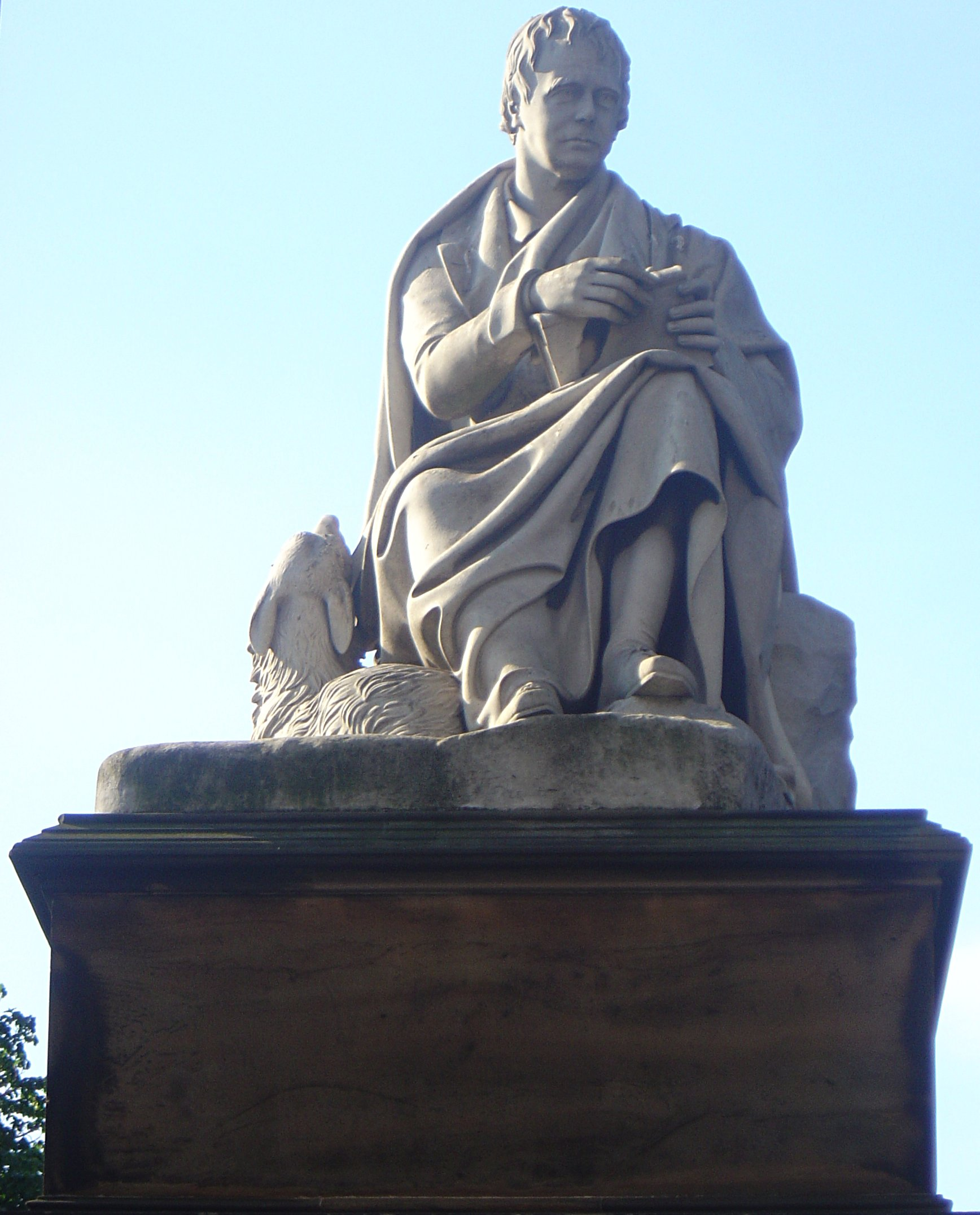
Escultura en el monument a sir Walter Scott a Edimburg

## Persones il·lustres
- David Hume (1711 - 1776), filòsof.
- Walter Scott (1771 - 1832), escriptor.
- Mary Ann Paton (1802-1854), soprano i concertista.
- Jemima Blackburn (1823-1909), dibuixant, pintora i ornitòloga.
- Eufrosina Parepa Rosa (1836-1874), soprano.
- Anderson Gray McKendrick (1876-1943), epidemiòleg i matemàtic.
- Leslie Cunningham (1895-1946), matemàtic i militar.
- Annie Numbers, química.
- Sean Connery (1930), actor.
- Fraser Stoddart (1942), químic, Premi Nobel de Química de 2016.
- Angus Deaton (1945), economista, Premi Nobel d'Economia de 2015.
- Tony Blair (1953), advocat i polític, Primer Ministre del Regne Unit (1997-2007).
- Irvine Welsh (Leith, 1958), escriptor de realisme brut.

## Enllaços externs

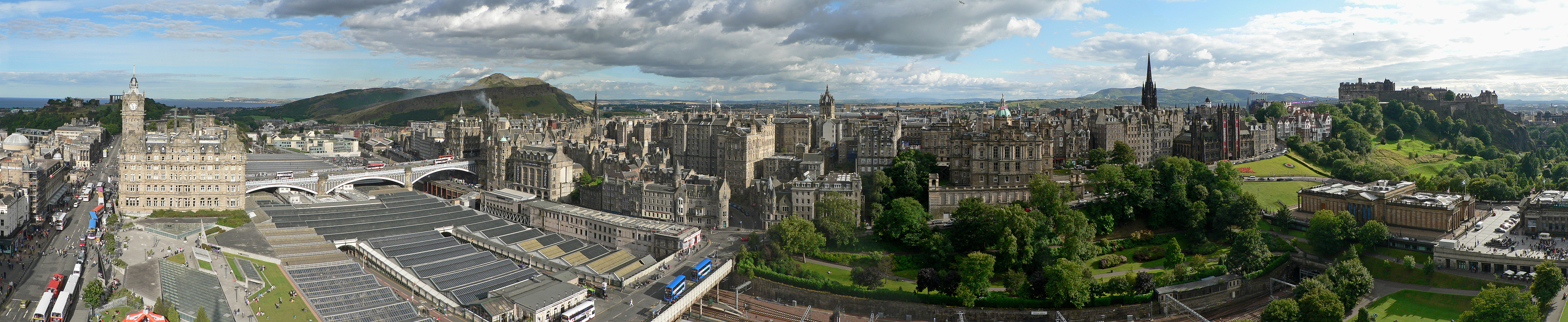
Panoràmica d'Edimburg, des del monument Scott Monument, en honor de sir Walter Scott

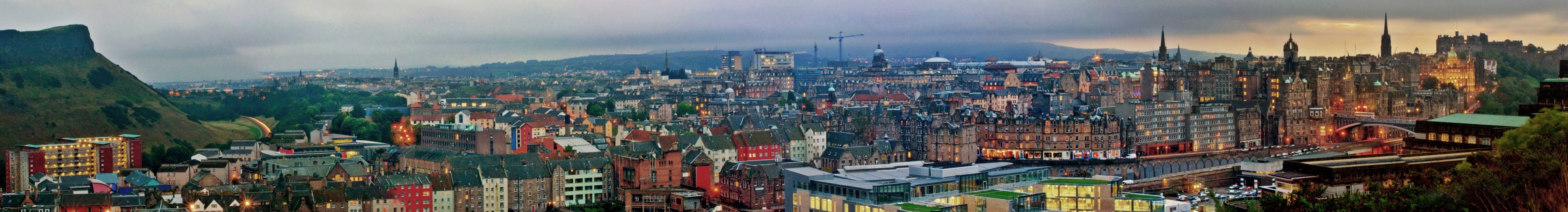
Panoràmica d'Edimburgh presa des del Nelson Monument